# Zeppelina maculosa
Zeppelina maculosa är en ringmaskart som beskrevs av Harris 1969. Zeppelina maculosa ingår i släktet Zeppelina och familjen Ctenodrilidae. Inga underarter finns listade i Catalogue of Life.